# Jan Barnard
Johannes Hendrikus „Jan” Barnard (ur. 21 października 1929 w Lichtenburgu, zm. 21 października 2012 w Pretorii) – lekkoatleta południowoafrykański, maratończyk.

## Kariera
Miał w dorobku dwa medale Igrzysk Imperium Brytyjskiego w maratonie. W Vancouver w 1954 był trzeci, za Szkotem Josephem McGee i swoim rodakiem Jackiem Meklerem; medal zawdzięczał też dramatowi ówczesnego rekordzisty świata w maratonie Anglika Petersa, który prowadząc z kilkunastominutową przewagą, zasłabł na ostatnim okrążeniu na stadionie i ostatecznie biegu nie ukończył. Cztery lata później Barnard na Igrzyskach Imperium Brytyjskiego w Cardiff zajął w maratonie drugie miejsce, za Australijczykiem Powerem. Uchodził za jednego z kandydatów do olimpijskiego podium w Malbourne w 1956, ale tam biegu maratońskiego nie ukończył z powodu kontuzji.
Był trzykrotnie mistrzem Południowej Afryki w maratonie (1955, 1956, 1958), trzykrotnie też zajmował w krajowych mistrzostwach trzecie miejsce (1960, 1963, 1964). Na krajowych trasach rywalizował szczególnie z Jackiem Meklerem, zarówno w mistrzostwach kraju (we wszystkich trzech startach, które Barnard kończył jako trzeci, Mekler zostawał wicemistrzem), jak i w rywalizacjach eliminacyjnych przed imprezami międzynarodowymi. Walka ta zaowocowała dwoma rekordami Afryki Południowej ustanowionymi przez Barnarda – w 1954 ukończył maraton w Port Elizabeth w czasie 2:25:31,8, a w 1956, również w Port Elizabeth, w  czasie 2:21:37,2. Był to zarazem ósmy wynik sezonu na świecie i najlepszy wynik w maratonie w karierze Barnarda.
Barnard startował także na innych dystansach. Był rekordzistą kraju w biegach na dwie mile (19 stycznia 1955, 9:20,2), na dziesięć mil (31 stycznia 1955, 51:40,4), w biegu na 10 000 metrów (18 października 1956, 30:58,7) i dwukrotnie na sześć mil (11 kwietnia 1955 30:23,4, 28 kwietnia 1956 30:07,3). Zdobył pięć razy mistrzostwo Afryki Południowej w biegach przełajowych (1953, 1955, 1956, 1961, 1963), trzykrotnie był mistrzem kraju w biegu na 6 mil (1955, 1956, 1958).
W 1955 uznany został w plebiscycie za sportowca roku w kraju oraz otrzymał afrykańskie wyróżnienie sportowe Helms Trophy. Po zakończeniu kariery zawodniczej pracował jako trener.